# OllyDbg
OllyDbg è un debugger per sistemi Microsoft Windows, disponibile solo in versione a 32 bit.
OllyDbg traccia i registri, riconosce le funzioni e i parametri passati alle principali librerie standard, le chiamate alle API del sistema operativo, eventuali salti condizionali, tabelle, costanti, variabili e stringhe. Tutto questo, sia all'interno di DLL, che di eseguibili EXE.

Un particolare interessante di OllyDBG è dato dalla possibilità di essere esteso tramite plugin.
L'ultima versione stabile disponibile del programma è la 2.01 pubblicata il 27 settembre 2013.
La versione attuale di OllyDbg non supporta binari compilati per processori a 64bit. Una versione dotata di tale supporto è stata promessa in passato.